# Ботели, Уинсли
Уинсли Ботели Моканго (англ. Winsley Boteli Mokango; родился 5 июля 2006, Женева) — швейцарский футболист, нападающий немецкого клуба «Боруссия» (Мёнхенгладбах), на правах аренды выступающий за «Сьон».

## Клубная карьера
Воспитанник футбольной академии швейцарского клуба «Серветт». В 2022 году стал игроком академии немецкого клуба «„Боруссия“ (Мёнхенгладбах)».
1 июля 2025 года перешёл в швейцарский клуб «Сьон» на правах аренды до конца сезона 2025/26 с опцией выкупа контракта. 25 июля 2025 года дебютировал за «Сьон» в матче швейцарской Суперлиги против «Цюриха», выйдя на замену на 85-й минуте и забив победный гол в добавленное время.

## Карьера в сборной
Выступал за сборные Швейцарии до 17, до 18 и до 19 лет.